# Andrei Monin
Andrei Sergeevich Monin (em russo:  Андрей Сергеевич Монин; Moscou, 2 de julho de 1921 — 22 de setembro de 2007) foi um físico, matemático e oceanógrafo russo.